# Щербаковский, Даниил Михайлович
Даниил Михайлович Щербаковский (17 декабря 1877, Шпичинцы — 6 июня 1927, Киев) — украинский этнограф, исследователь украинского народного искусства, учёный секретарь Секции искусств Украинского Научного товарищества в Киеве (1921). Заместитель председателя Всеукраинского археологического комитета (1922). Основатель Киевского этнографического товарищества (1924).

## Биография
Родился в селе Шпичинцы Сквирского уезда Киевской губернии (ныне в Ружинском районе Житомирский области Украины) в семье священника Михаила Щербаковского, создавшего всесторонние условия для развития своих сыновей.
Окончил Киевскую 3-ю гимназию (1897) с золотой медалью и историко-филологический факультет Университета Св. Владимира (1901), остался на кафедре российской истории для подготовки к профессорской деятельности.
С 1902 года совершал систематические экспедиции по украинским губерниям с целью пополнения фондов Полтавского земского и киевских музеев.
Под руководством В. Антоновича начал археологические исследования. Так, по поручению XIII Археологического съезда (Екатеринослав, 1905) провёл раскопки в пределах Киевской и Херсонской губерний, в частности курганов в Александрийском и Елисаветградском уездах. Работы Щербаковского послужили началом комплексного изучения края в археологическом, историческом и этнографическом аспектах.
После отбытия воинской повинности — службы на Кавказе — в 1906 году переехал в Умань, где на протяжении нескольких лет преподавал в гимназии, а в свободное время продолжал научные изыскания. Экскурсии, помощь в изучении родного края, консультации, новшества в методике преподавания истории сделали Даниила Щербаковского популярным в гимназии и городе, о чём свидетельствуют его переписка, дарственные фотографии, стихи и посвящения учителю. Среди его учеников — общественный деятель Надежда Суровцева и археолог Пётр Куренной.
В 1910 году директор Киевского художественно-промышленного и научного музея Николай Беляшевский пригласил Даниила Щербаковского на должность заведующего историко-бытовым отделом и отделом народного искусства. Вскоре молодой учёный был отправлен на стажировку в Европу для ознакомления с передовыми методами сбора, экспонирования и сбережения фондов. Он изучал музейное дело в Берлине, Мюнхене, Нюрнберге, Дрездене, Париже, Вене, Венеции, Вероне, Кракове и Львове. По возвращении в Киев Щербаковский совместно с Беляшевским начали работу по реконструкции музея и превращения его в центр изучения украинской культуры, быта и народного творчества. 1911—1913 года стали периодом расцвета музея и больших фондовых пополнений благодаря постоянным экспедициям. Щербаковский внёс и значительный личный вклад — в 1915 году он подарил музею большую коллекцию рукописных книг XVI—XVII веков.
Первая мировая война повлияла на планы учёного. Он был мобилизован в действующую армию офицером артиллерии. Но и в тяжёлых условиях войны Щербаковский продолжал собирать материалы по этнографии, искусству и архитектуре. Сохранились тысячи фотографий, рисунков, планов, песен, рассказов, пословиц, собранных им во время военных действий в Галичине. Он интересовался жизнью научных кругов Киева и Петербурга, вёл интенсивную переписку с многими учёными.
После революции Щербаковский вернулся к работе в музее, развернул деятельность по созданию краеведческих и исторических музеев (в частности, в Чернигове и Белой Церкви), занимался организацией картинной галереи, отделившейся от музея, пополнениями из частных коллекций. Музейную работу он совмещал с преподаванием в Киевском археологическом институте и Украинской академии искусства, где читал лекции по истории, археологии и этнографии. После закрытия в 1924 году археологического института, организовал специальные курсы при археологическом комитете, где работал товарищем председателя Всеукраинского археологического комитета (ВУАК), одновременно проводил семинары для молодых музейных работников.
31 июля 1922 года ВУАК выдала ему мандат на возвращение в Киев историко-художественных ценностей, вывезенных из Киево-Печерской лавры и Софийского собора. В Москве он разыскал более 5 тыс. музейных реликвий и вернул их в Киев. После этого у директора музея Н. Беляшевского начались неприятности и в 1923 году он был уволен.

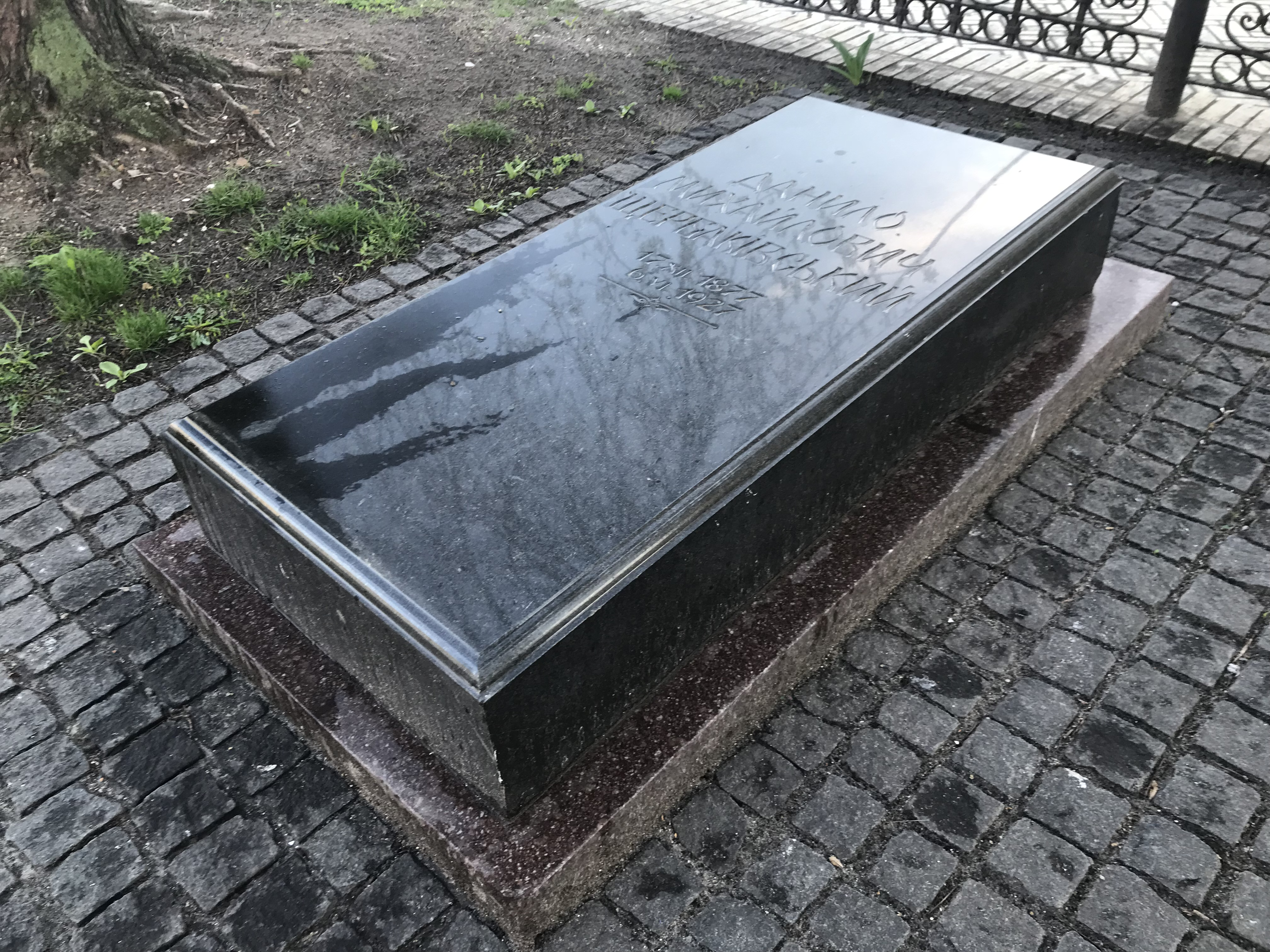
Могила Даниила Щербаковского возле кивория на территории Киево-Печерской лавры

1 октября 1926 года музей был передан из ведения Политобразования в распоряжение Укрнауки, что открывало новые перспективы в научной работе. На 1928 год планировалось открытие Археологического конгресса в Киеве, в подготовке которого принимал участие Щербаковский. Однако в музее после смены директора сложились неблагоприятные условия. Музей возглавил бывший чекист Андрей Винницкий, создавший атмосферу бюрократизма и нервного напряжения.
6 июня 1927 года Даниил Щербаковский покончил жизнь самоубийством, бросившись в Днепр, оставив предсмертную записку своему бывшему ученику П. Куренному: «оставить музей, которому отдал лучшие годы своей жизни, не имею силы, бороться с квалифицированной подлостью Онищука и Винницкого дальше уже не могу».

## Семья
Отец — Михаил Филиппович Щербаковский (1848/1850—1919/1920), священник прихода с. Шпичинцы. Окончил Киевскую духовную академию. Круг его общения составляли представители интеллигенции: историк Михаил Грушевский, живописец Василий Кричевский, археолог Николай Беляшевский, этнограф Фадей Рыльский (отец поэта М. Рыльского) и др. Сотрудничал с журналом «Киевская старина». На собственные средства построил в родном селе церковь, школу, читальню для крестьян, создал при школе детский хор.
Брат — Щербаковский Вадим Михайлович (1876—1957), историк, археолог, этнограф, искусствовед. Один из основателей Полтавского краеведческого музея (в частности, его археологического отделения), исследователь Гонцовской палеолитической стоянки. В 1922 году эмигрировал в Чехословакию, был проректором Украинского свободного университета в Праге и первым ректором Украинского свободного университета после его переезда в Мюнхен (1945—1951).

## Почётные членства
- Почетный член Украинской Академии искусств (1918)
- Член Комиссии по охране памятников древностей (1918)
- Член Этнографической комиссии Всеукраинской академии наук (1920)

## Публикации
- «Казак Мамай» (ж. «Сяйво», К., 1913)
- «Украинские Деревянные церкви», сб. Секции Искусств (К., 1921)
- «Символика в укр. Искусстве» (там же)
- «Украинский портрет» (К. 1925, совместно с Ф.Эрнста)
- «Оправы книг в киев. Золотарей XVII—XVIII в.» (К., 1926)
- «Украинское Искусство — L’art d’Ukraine», II (Прага, 1926)
- «Украинский ковер» (К., 1927)
- «Культурные ценности в опасности» («Жизнь и Революция», К., 1927)
- «Оркестры, хоры и капеллы за барщины на Украине» (1924)